# 什莱塔勒
什莱塔勒（法語：Schleithal，法語發音：[ʃlaital]；南法兰克语：Schlatel）是法国下莱茵省的一个市镇，属于阿格诺-维桑堡区。

## 地理
什莱塔勒（48°59'20"N, 8°2'37"E）面积9.12 平方千米，位于法国大東部大區下莱茵省，该省份为法国大陆部分最东部的省份，是阿尔萨斯的一部分，今与上莱茵省组成了阿尔萨斯欧洲集体，其南至上莱茵省，西南接孚日省和默尔特-摩泽尔省，西接摩泽尔省，北与德国接壤，东侧沿莱茵河与德国相望。
与什莱塔勒接壤的市镇（或旧市镇、城区）包括：塞巴赫、萨尔姆巴克、锡根、维桑堡。
什莱塔勒的时区为UTC+01:00、UTC+02:00（夏令时）。

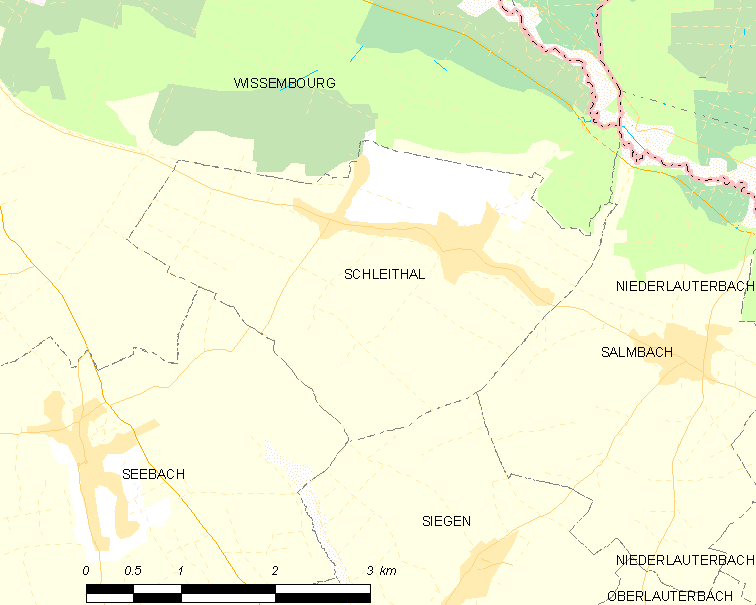
什莱塔勒的OSM定位图

## 行政
什莱塔勒的邮政编码为67160，INSEE市镇编码为67451。

## 政治
什莱塔勒所属的省级选区为维桑堡县。

## 人口

1962-2008年间什莱塔勒人口变化图示

什莱塔勒于2022年1月1日时的人口数量为1387人。